# フリーザ
フリーザは、鳥山明の漫画『ドラゴンボール』およびアニメ『ドラゴンボールZ』、『ドラゴンボールGT』、『ドラゴンボール改』、『ドラゴンボール超』に登場する架空のキャラクター。

## 概要
宇宙最強の存在として登場した「宇宙の帝王」と恐れられている宇宙人。ナメック星編における物語の根幹を成す悪役。
数多くの部下を従えて環境の良い惑星の生命体を絶滅させ、自らのコレクションとしたり他の異星人に売り飛ばす星の地上げ行為などの悪事を行っていた。破壊し尽くした星を除いても支配している惑星は数百を越える。数々の星を次々と征服しつつ、同時に全宇宙から戦闘力が高い人材を集めて自らの配下を増やしていった結果フリーザ一味は様々な異星人が揃った混成部隊となっている。サイヤ人を含め、支配下に置いた惑星の住人は部下として徹底的に働かせ、星を攻める際には傭兵のように使っていた。ただし乱暴な力によって支配しているだけで特に会社のような組織というわけではない。アニメでの過去を描いたシーンでは側近のザーボンとドドリアと共に行動していることが多い。
フリーザ登場当時はバブルの時期であり地上げ行為が社会問題化していた。原作者の鳥山明は宇宙一の悪役ならば宇宙一の地上げ屋にしようとサイヤ人を手下として使うフリーザを考案した。鳥山によるとモチーフとなったのは「とある映画にいた女王みたいなキャラ」。また、あまり陰湿で読後感が悪くならないよう、悪役ではあるが心理的に追い詰めるような嫌さは避け、丁寧な口調と残酷さや強さのギャップを意識したという。
フリーザと父親であるコルド大王は宇宙最強の一族を名乗っているが、異常な戦闘力を持つ突然変異体であるコルド大王一人から変異体の要素を強く持ったまま生み出されたのがフリーザであり、フリーザ一族でも異常な戦闘力や残忍さを持つのはこの2人のみ。『ドラゴンボール エピソードオブバーダック』では、祖先にあたるチルドも残忍な性格として描かれている。
名前の由来は冷凍庫（フリーザー）から。鳥山は野菜（サイヤ人）、果物（ザーボン、ドドリア、アプール、キュイら）、乳製品（ギニュー特戦隊）を統括する存在として彼の名を本当は冷蔵庫（リフリジレーター）にしたかったのだが、いまいちピンとこなかったと語っている。
ナメック星編の時期に行われた鳥山明の漫画全般を対象にしたキャラクター人気投票では第15位、魔人ブウ編連載中に行われた人気投票では9位にランク入りしていた。また、フリーザと悟空の戦いは鳥山明が選ぶ「好きなバトルベスト5」の5位に選ばれている。
『ドラゴンボール超史集』の30周年スペシャル裏マンガでは鳥山はフリーザがどのような絵だったか忘れていたと突っ込まれている。

## 設定

### 性格
自分の実力に絶対の自信を持っており、余裕のある落ち着いた物腰を取っている。そのため、自らの部下に対しても丁寧語を使う。しかしその本性は他者の生命を奪うことを何ら躊躇しない、残忍で冷酷な性格の持ち主である。自分こそが全宇宙最強であるということにこだわり、どんな手段を使ってでも自分より強い者を排除しようとする。
その絶対的な自信と余裕から「サービス」と称して相手にハンディキャップを与えることがある（作中ではネイルに左手だけで戦う、悟空に両手を使わないなど）。ただし、自分が不利に陥ると即座にサービスを終わらせる。

### 部下との関係
様々な異星人で構成された数多くの部下を従えている。詳しくは「フリーザ一味」を参照。
突出した戦闘力であるため、敵のみならず部下からも恐ろしい存在として畏怖されているが、当人は「人には優しくしている」と語っている。ギニュー特戦隊の滑稽な決めポーズに冷や汗を浮かべるほど閉口しながら黙認したり労いの言葉をかけるなど、組織の長としての礼儀を見せていた。しかし、失態を演じたり任務を遂行できなかった部下に対しては処刑することもある。捕虜として捕まえたベジータに逃げられたザーボンに対しては「1時間以内にベジータを連れ戻さなければ処刑する」と宣告しており、テレビスペシャルでは始末すべきだったバーダックが生きていることを知ったドドリアはフリーザに制裁を受けることを非常に恐れていた。
アニメでは原作以上に部下に対して非情であり、些細なことで部下を無慈悲に処刑しており、冷酷な性格が強調されている。原作に限った場合、自ら殺害した部下は自分に従順でなかったサイヤ人のみだが、アニメではサイヤ人以外（ツーノ長老の村で、唯一生き残っていたナメック人を殺したオーレンと、フリーザに脅えていた部下）を処刑しており、惑星ベジータを消滅させる際にフリーザはザーボンに上部ハッチを開けることを命じ、部下も巻き添えになることにザーボンとドドリアも躊躇していたが逆らえず命令に従い、惑星ベジータの大爆発にフリーザは「美しい花火」と狂喜していた。サイボーグ化して地球侵攻の際にトランクスにおびえる生き残った部下に対しては背中から腕を突き刺し処刑している。後述で詳細に述べるが、陰で自分の悪口を言っていたり、自分の気に障った部下を何人も処刑したようである。
一方で、自ら有能と判断した者や戦闘力の高い者に対しては部下としてスカウトする一面もあり、新規の人材発掘にも余念がなく、フリーザに心酔している幹部もいる。しかし、サイヤ人以外にもフリーザに不満を感じている者も存在し、『ドラゴンボールZ』第97話ではキュイと同じ一族の母星はすでにフリーザに滅亡されている経緯から、フリーザに対して恨みを持つ戦士と、一方で今日の自分たちの栄光があるのはフリーザのおかげと彼を崇拝する司令官が登場している。なおザーボンとキュイは、ベジータに倒される直前、フリーザから寝返っての共闘を持ちかけていた。
その他にも、
- 敬語や丁寧な言葉遣いで接し、「さん」付けで呼ぶなど部下や相手に対して敬意を払う。
- 優秀な部下とチームを自ら育成し、部下は決して種族や出身で差別しない"完全実力主義"。
- 末端戦闘員の顔と名前まで完全に覚えている。
- 最前線で指揮を執る現場至上主義。
- 部下に支給するための戦闘服やスカウター、治療のためのメディカルマシーンの開発、能力が伴わない部下に対しては光線銃などの武器も支給するなど、充実した福利厚生面の整備。
- 部下が大きな失敗しても挽回のチャンスを与える（プレッシャーを与えることも忘れない）。
- 間違った提案をされた場合でも、相手のモチベーションを考え、頭ごなしに否定しない。
- 功績をあげた部下に対しては、功績以上の報酬を与える。

など、「理想の上司」像として見られることがある。

## ストーリーへの絡み

### 惑星ベジータ消滅
自らの私設軍の一角を占め星の地上げを行っていたサイヤ人を、その潜在・連携能力が将来自らにとって危うい存在になると見なし敵視するようになる。アニメではザーボンが「いつまでも自分たちに従順ではない」「徒党を組まれると厄介になる」と発言したことやベジータ王の謀反がきっかけで、『ドラゴンボール』の前日談に当たる『銀河パトロール ジャコ』では部下に「プライドが高すぎて忠犬になりきれませんからね。星ごと消えてもらうにはいい潮時でしょう」と話している。とりわけ超サイヤ人に関しては、「バカな言い伝え」としつつも警戒していた。そしてサイヤ人の住む惑星ベジータに攻め込み、ベジータの父であるベジータ王を殺害する。手駒として使えるベジータと、ナッパやラディッツら他の星に送り込まれたわずかな者を除き、サイヤ人を惑星ベジータもろとも消滅させた。生き残ったサイヤ人たちには惑星ベジータ消滅の原因を巨大隕石の衝突と説明している。
テレビスペシャル『たったひとりの最終決戦〜フリーザに挑んだZ戦士 孫悟空の父〜』で詳細が描かれており、各星にいたサイヤ人たちの殺害を部下のドドリアたちに命令し、フリーザの裏切りに気付いて単身闘いを挑んできた孫悟空の父であるバーダックを惑星ベジータとともに宇宙から消し去っている。惑星ベジータが消滅していくさまを、「美しい花火」と呼び狂喜していた。
テレビ版本編でもナメック星にてドラゴンボールを狙うのみならず、原作に無い惑星自体の地上げを考えて値踏みするシーンがあるが、売却価値のない「しけた星｣と吐き捨て、先の『たったひとりの最終決戦』に続き、「花火」にしようと言い出して部下を戦慄させている。
なお、原作とアニメ・テレビスペシャルでは物語にわずかな相違があり、原作ではフリーザが攻め込んで王を殺し惑星ベジータを消し去ったと独白しているが、アニメでは先にベジータ王がサイヤ人エリート部隊を率いて反乱を起こし、船内に突撃してフリーザを襲撃するも、返り討ちに遭って全滅している。その前から不穏な動きがあったとの発言もあり、アニメでは「サイヤ人上層部の反乱」→「フリーザのサイヤ人絶滅決意」→「バーダックの反乱」という順序で描かれた。
『銀河パトロール ジャコ』のおまけストーリー『DRAGON BALL－ 放たれた運命の子供』では惑星ベジータを滅ぼす1か月前の様子が描かれている。超サイヤ人や超サイヤ人神（ゴッド）の伝説に一抹の不安を覚えたフリーザは、全てのサイヤ人を惑星ベジータに召集して、ほぼすべてが帰還する1か月後に星ごと消し去ることを計画し、生き残った者には「運悪く巨大隕石がぶつかった」と説明するつもりでいた。

### ナメック星・ドラゴンボール争奪戦
それからおよそ20数年後、ベジータとナッパがドラゴンボールを求めて地球に来襲。スカウターで傍受していた戦闘中の会話から、伝説とされていたナメック星のドラゴンボールの実在を確信する。フリーザは不老不死の肉体を手に入れるべくザーボン、ドドリアをはじめ数十人の部下を率いてナメック星に向かい、多くのナメック星人を虐殺してドラゴンボールを強奪していく。しかしその過程でムーリの策略でスカウターを全て破壊されて作戦が遅延し、ドドリアとザーボンはベジータに倒され、さらにそのベジータにドラゴンボールを強奪され、事態は孫悟飯、クリリン、ブルマ、ベジータ、ナメック星人たちが入り乱れてのドラゴンボール争奪戦へと発展する。それまで自軍を苦しめた者はおらず、自身が引き連れた直属の部下がほぼ全滅状態になったことや、自身の部下でも最高クラスの実力を持つギニュー特戦隊を最前線へと投入したのは、この時が最初であるとされている。
ドラゴンボールを7つ全て揃えたフリーザは、ドラゴンボールを前にして不老不死の願いを叫ぶが、ナメック語にしか反応しないため効果がなかった。この際にドラゴンボールを集めている時にナメック星人からも「願いを叶えられない」と忠告されるもただの戯れ言だと意に介さなかったが、この時にそれが事実であると分かり殺害して回ったことを後悔することになる。願いを叶えるために他に必要な条件があることを悟り、生き残りのナメック星人である最長老のもとへと向かう。その途中でクリリンたちのもとへ向かうデンデと擦れ違うも、先を急いで放置した。しかし、これが後にフリーザにとって大きな誤算になった。最長老のもとに辿り着いたフリーザは願いの叶え方を聞き出そうとするが、デンデがクリリンたちのもとへ到着するまでの時間稼ぎのため、最長老の側近ネイルに戦いを挑まれる。両者の戦闘力の差は圧倒的であり、フリーザは左手だけでネイルを弄ぶように痛め付けるも、相手の意図が最初から時間稼ぎにあることを知って怒り、その場を放置して猛スピードでクリリンたちのもとへ向かう。
ドラゴンボールはクリリン、デンデたちによって奪われ、ドラゴンボールへの願いによりピッコロが復活しナメック星にワープする。不老不死になる願いを断たれたフリーザはクリリンたちの前に姿を現わして猛烈な怒りを露にし、クリリンたちを皆殺しにすることを宣言する。ベジータと戦い、フリーザのスカウターを破壊させるほど戦闘力を上昇させるとその強さを認め、ベジータに促されるような形で変身し、圧倒的なパワーでベジータたちを震え上がらせる。次にクリリンの体を自身の角で貫通させてから海へ投げ落としたため、怒りを爆発させた悟飯の連続攻撃を受けるが、フリーザにとって大したダメージにはならなかった。悟飯を痛め付け、とどめを刺そうとした瞬間にデンデの力で蘇ったクリリンに油断をして、気円斬で尻尾の先端を切断される。その後、ピッコロが現れ直接対決する。ネイルとの同化により、急激なパワーアップをしていたピッコロに肉弾戦でいくらか押され、自身のエネルギー弾を跳ね返されたことからピッコロの強さを感じ取り、第2の変身を行う。ピッコロを手玉に取り徹底的に痛め付けたが、サイヤ人の特性により、瀕死から回復して力を増した怒りの悟飯の攻撃に脅威を感じたフリーザは「このままでも全員粉々にできる」と豪語しつつも最終形態への変身を完了させる。

### 最終形態・孫悟空との戦い
最終形態となったフリーザは、戦士たちを回復させていたデンデを殺害。その少し前にクリリンらにわざと自分を攻撃させたあとにデンデによって回復し、自ら超サイヤ人と称するほど戦闘力を上げたベジータの攻撃を軽くいなした。戦意を喪失させ弄ぶほどの圧倒的な強さを見せ、最後には心臓を貫いて殺害した。その直前に現れた悟空に「おめえをぶっ倒す」と宣言され、激闘を展開する。20倍界王拳を発動させて放ったかめはめ波をも片手で受け止るほどの強さを見せ、戦いを見ていたピッコロたちを絶望させるが、最後の手段として悟空が作り出した元気玉の直撃を受け、倒されたかのように見えた。しかしその直後復活し、初めて生命の危機にさらされた怒りからピッコロに重傷を負わせクリリンを爆殺する。これが悟空の激しい怒りを買い、悟空をフリーザ自身が危惧していた超サイヤ人へ覚醒させることとなった。超サイヤ人に覚醒した悟空の圧倒的な強さを目の当たりにしたフリーザは、生まれて初めて屈辱と絶望を味わい、ナメック星を消滅させることで悟空を葬ろうと考えエネルギー弾を放ち、星の中枢を破壊する。パワーを抑えすぎたため一瞬の爆発こそ起きなかったが惑星の爆発は決定的となる。その後親友を殺された怒りからフリーザを自らの手で倒すことを望む悟空を相手に、フリーザ自身も自分の強さを確認する意図を込めてフルパワーを発動し、ナメック星爆発までの時間が迫る中、激しい死闘を演じる。この最中、地球の神龍の力で一時的に蘇ったポルンガを発見して不老不死の願いを叫ぶが、ポルンガがナメック語にしか反応しないため叶わなかった。
悟空との戦闘は拮抗していたが、フルパワーの限界と反動が来たことから次第に戦闘力が低下していき、同時に今まで経験したことのない長期決戦による消耗や現実のものとなった超サイヤ人への畏怖、元気玉のダメージなどが蓄積し、精神面でも追いつめられていく。そのことを悟空に見切られ、一方的に戦いを打ち切られたことでプライドを完全に打ち砕かれ、半ば錯乱状態に陥りながら追跡式の気円斬で攻撃を仕掛ける。しかし、悟空に完全にいなされ、さらには冷静さを失っていたことから技を使いこなすことができず、誤って自身の体を切断してしまうという自滅を迎えた。下半身と左腕を失い地面に倒れた後、悟空に命乞いをして、気を少し分けて貰って命拾いしたが、自分こそが宇宙一であるという自身の矜持を守るため、恩を仇で返す形で背を向けて去ろうとする悟空に追撃のエネルギー波を放つ。しかし悟空の怒りの一撃によって押し返され、完全に敗北した。
アニメ版では、元気玉を作る悟空を援護するべく戦線に加わったピッコロと僅かながら戦闘している。またフルパワー形態になった後の戦いでは、ナメック星中を飛び回りながら村の建物を一瞬で破壊するほどの激闘となり、原作にはなかった戦闘シーンが追加された。

### 地球襲来・最期
悟空との戦いで死亡したと思われていたが、辛うじて一命を取り留め、手術により体の大部分をサイボーグ化し、悟空に復讐するべく父親のコルド大王と多数の部下とともに地球への侵攻を企てた。自身に屈辱的敗北を味わわせた悟空が地球に帰って来る前に、地球人を皆殺しにして悔しがらせようとする。そこで地球に降り立った際に未来から来たトランクスに遭遇し、トランクスが部下を皆殺しにしてその実力に感心したが、彼が超サイヤ人に変身したことには驚愕した。そこでフリーザは超サイヤ人のトランクスに勝負に挑んだものの、体を一刀両断され、さらに体を切り刻まれた挙句、とどめのエネルギー波で完全に消滅させられた。直後にコルド大王もトランクスによって倒されており、親子共々あっけない最期を遂げた。
なおこの戦いでコルド大王とともにドクター・ゲロのスパイマシンにより監視および細胞を摂取されており、セルを構成する一因ともなっている。その後は作中のキャラクターの戦闘力の上昇が進んだ結果、宇宙最強からは程遠い存在となってしまい、界王神に「一撃で倒せる」とまで断言された。
アニメ版ではトランクスとの戦闘の際に地球を破壊するほどの超巨大なエネルギー弾をトランクスに打ち込み、勝利を確信した後はコルドと共に爆発する地球から去ろうとする。しかしトランクスにより破られ、敗北するというシーンが追加されている。

### 死後（アニメのみ）
あの世一武道会編でセルが地獄に落ちて来た後、セルに従ってコルド大王、ギニュー特戦隊らとともに地獄で大暴れするが、コルド大王と親子揃ってパイクーハンに一蹴されるなど、悪役としての弱体化が見られた。また悟空に対しても怒りを見せながらも怯えている節が見られた。
魔人ブウ編では界王神界での悟空たちと魔人ブウの戦いをセル、コルド大王や部下らとともに地獄から観戦し、悟空を罵倒したり、ベジータに対し皮肉を言うなどしていた。しかし、体力が尽きて苦しむ悟空を嘲笑しながらも、最後に悟空がドラゴンボールで体力を回復し、形勢を逆転させた際には、特に悔しがるようなこともなく、微妙な表情のまま無言で戦況を見つめている。
OVA『ドラゴンボールZ外伝 サイヤ人絶滅計画』ではゴースト戦士となって復活し、Z戦士たちと対決。超サイヤ人となったベジータとやり取りを行い、トランクスに襲いかかるが敗北する。

### 劇場版
劇場版第8作『ドラゴンボールZ とびっきりの最強対最強』では、冒頭の回想（『ドラゴンボールZ たったひとりの最終決戦〜フリーザに挑んだZ戦士 孫悟空の父〜』の映像）で登場。一部始終を見ていた兄のクウラから、悟空が乗った宇宙ポッドを見逃したことの甘さを指摘されていた。
劇場版第15作目『ドラゴンボールZ 復活のフュージョン!!悟空とベジータ』では、元々の部下や他の悪人たちを地獄から率いて現世に復活し、グレートサイヤマンとなっていた悟飯と対峙する。当初のフリーザは悟飯を一目見て誰なのか分からなかったが、ナメック星で闘った悟空の息子が成長した姿であることを知ると、悟空への復讐も兼ねて悟飯に戦いを挑む。しかし、セルや魔人ブウとの闘いを経験して大幅に戦闘力を増した悟飯にとって、フリーザはもはや敵ではなく一撃で倒された。
劇場版第18作目『ドラゴンボールZ 神と神』では、破壊神ビルスの見ていた回想で登場しており、ビルスに知られた存在だったことが語られている。ビルスはフリーザが悟空に倒されたことを聞いて、「あのフリーザを倒せる奴がいたのか」と非常に驚いており、自分や界王神などの神の域に達している者以外では、宇宙の中でフリーザ以上の実力者がいるとは思ってもいなかったようだった。宣伝スポットではセルとともに登場し、最新作に自分が登場することを自慢したが、セルに「お前、声の出演はないらしいぞ」と指摘され、驚愕していた。
劇場版第20作目『ドラゴンボール超 ブロリー』では、悟空に復讐するためにブロリーとパラガスを率いて地球に来る。幼少期も描かれており、生まれながらに父親を超える実力と冷酷さを身につけていたフリーザの才能を喜んだコルド大王により、コルド軍の指揮権を譲られている。今作では地球までブロリーとパラガスを連れてきたほか、ナメック星で悟空がクリリンの死をきっかけに超サイヤ人に覚醒した出来事を思い出し、パラガスを始末することでブロリーを超サイヤ人にさせようと目論む。しかし敵でありながら結果的に悟空とベジータがフュージョンするまでの時間稼ぎをするという貢献もした。最終的にドラゴンボールを無断で使用したチライとレモを始末しようとするが、ゴジータに止められ断念。「また来ますからね」と言い残し地球を去った。今作では基本的に部下に対しては物腰柔らかく接しているが、ベリブルやレモの話によると、陰で自分の悪口を言っていたり、自分の気に障った部下を何人も処刑したことがある模様。

### 『復活の「F」』と『ドラゴンボール超』
劇場版第19作『ドラゴンボールZ 復活の「F」』では、ドラゴンボールで地獄から復活し登場する。本作では悟空らへの復讐が目的となり、悟空が魔人ブウを倒していることに一旦驚くが、自身も大幅なパワーアップを果たしての地球の戦士たちとの再会となり、超サイヤ人の悟飯を一撃で倒している。またビルスとは本作で初共演となるが、最初にビルスの存在に気付いた際に思わず「ビルス！」と口走るが、ビルスに「呼び捨てか？」と返されて慌てて「ビルス様」と言い直すなど、パワーアップしても彼には頭が上がらない様子。
『ドラゴンボール超』では、詳細が異なる。物語の39年前に、ビルスが眠っている間に惑星ベジータを破壊するようビルスから言いつけられていた。
ソルベの発言によると、フリーザおよびフリーザ軍の主要幹部が倒された後、フリーザ軍は軽視されるようになり、支配下に置かれていた数多くの星々における反乱や、フリーザ軍内部における統率の混乱が続いていた模様。
死亡した際のサイボーグ化した姿のままで力を奪われ「地球の地獄」に吊るされて妖精たちの明るく陽気なパレードを見させられ続けていたが、神龍によりバラバラの状態で蘇った。その状態でも生き続けており、冷凍保存用の装置に移された後にフリーザ軍の最新の再生装置で完全復活した。
生まれながらの天才戦士でトレーニングをしたこともなければする必要もないほど強かったため、悟空に倒されるまでは天賦の素質だけで戦っていたが、復讐のために生まれて初めて鍛錬による自身の強化を試みる。本人は4か月も真剣に鍛えれば悟空たちを軽く越えられると予想しており、この際の具体的な戦闘力値の向上予測は第1形態の53万から130万まで上昇すると自己分析したが、実際のトレーニングの結果はその推測を遥かに凌ぐパワーアップを遂げていた。復活の4か月後（ドラゴンボール使用からは半年後）、1000人の兵士を引き連れ再び地球に襲来する。
ソルベはフリーザに次はコルド大王の蘇生を申請したが、フリーザは「パパはあれこれ偉そうだから復活させなくてもいいです」と不受理している。なお、この際の会話でコルド大王から過去に「破壊神ビルスと魔人ブウだけは手を出すな」と言われていたことを明かしており、両者の存在を認識していたことが判明している。
軍兵士の戦力に関しては、人数上優位であることで余裕を見せたソルベに対して「所詮は二級戦士の寄せ集め」と言って特に期待していなかった。しかし「味噌っカス」と貶していたクリリンにすら苦戦する軍の弱体化ぶりには怒りを隠していない。
劇場版『復活の「F」』に比べてサイヤ人（特に孫悟空）に対する憎悪感情が際立っており、かつて悟空が自身にかけた情けでプライドをズタズタにされたのと同じような行動を悟飯がギニューにした際には、悟飯を指先からのビームで両腕・両足と体のあちこちを次々に打ち抜いて徹底的にいたぶった。とどめに放ったビームはピッコロが庇ったため、悟飯の代わりにピッコロが犠牲となった。
悟空とベジータが現れると第1形態の姿から一気に最終形態へと変身し、変身中に周辺にいたソルベ以外のフリーザ軍の兵士を全て消し飛ばす。自信満々の様子ながらも勝つためには手段は選ばず、クリリンたちに攻撃してその隙に悟空に攻撃するなど卑劣な戦いを見せる。悟空が超サイヤ人ゴッドSSに変身した後にゴールデンフリーザへ変身し、最初は悟空を追い詰めるも体力の消耗の激しさから形勢逆転される。ゴールデンフリーザへ変身して戦闘直後には、ご馳走を食べに地球へ来ているビルスとウイスに気が付いて驚愕していた。悟空が非情になれない性格を知っていたため、それを利用し、悟空が変身を解いたところをソルベに奇襲させるも交代したベジータによってとどめを刺すことができず、同じく超サイヤ人ゴッドSSに変身したベジータの猛攻で追い詰められる。今度は自分が宇宙空間で生きられるのを利用して地球を破壊し、ウイスによって地球を脱出した悟空たち以外の者を抹殺するもウイスの計らいで時間を戻され、甘さを捨てた悟空のかめはめ波によって消滅する。死後は再び地獄に落ち、敗北を悔やみながらパレードを見続ける地獄の日々に戻った。
悟空にそっくりな悟天、地球で自身をバラバラにした未来から来たトランクスにそっくりな現代のトランクスを見てサイヤ人と認識した際には「私がいない間に随分増えたものですね」と憤慨していた。フリーザと悟天はこれが初対面となる。その際に悟天を「悟空の息子」とすぐに確信しており、一方のトランクスを「ベジータの息子」であるという点については認識していない。
破壊神シャンパ編
第7宇宙（本編の舞台）と対となる第6宇宙の戦士としてフリーザに似た姿のフロストが登場している（関係性などについては、#関連キャラクターを参照）。
宇宙サバイバル編
2か月の長期睡眠に入った魔人ブウの代役として、チーム対抗の武道大会「力の大会」に第7宇宙代表の選抜戦士の一人として参加することになる。「力の大会」に出場する条件として地球のドラゴンボールで自分を再び完全に生き返らせることを悟空に要求した。強い者との戦いを好む悟空への心理作戦を行った際は自分の弱点を上手く突いてくると称された。占いババの力を借りる形で24時間だけ復活しており、地獄で精神統一を続けることによりさらにパワーアップを遂げている。閻魔大王から「怪物」と称されており、「地獄に行っても反省しないしいつまでも魂が成仏しない」と言われていた。また、自分さえ助かれば自分の宇宙が消滅しようとなんとも思っておらず、その思想には第9宇宙の界王神ロウと破壊神シドラも狼狽していた。
ロウとシドラが送り込んだ大勢の刺客を次々と殺し、シドラの破壊のエネルギーを借りた刺客のボスの攻撃を受けてエネルギーに包まれるが、そのエネルギーを凝縮させて脱出するほどの力を見せる（悟空は抜け出すことができずビルスに助けてもらう形で脱出した）。その後、悟空をだまし討ちして破壊のエネルギーを浴びせ、その間に第9宇宙に寝返ろうとしたが、ロウとシドラがためらっている間にビルスに見つかったことで表向き断念し、悟空と1分のバトルで相打ちとなったことを経てチーム入りした。また、「あなた（悟空）の命令は聞く気はない」と言ったり、宇宙の運命がかかっている大会は神々さえも手玉にとることもできる絶好のチャンスだと企んでおり、自分が最優秀選手となって超ドラゴンボールを手にすると考えるなど、ビルスに対して下克上を狙う。
力の大会では、第9宇宙が全王により消滅させられる様子を目の当たりにした時に、全王の声のかわいさとやっていることのえぐさのギャップが不愉快であるとして「いつか必ず全王の上に君臨してやる」という新たな大いなる野望を抱くようになる。第10宇宙のナパパを圧倒して踏み潰した後は第9宇宙のローゼルに集中攻撃を与えて脱落に追い込み、続いて第10宇宙のムリチムを場外に落として脱落させる。
悟飯と第2宇宙のジーミズが戦っていた際には最初は傍観に徹し、ジーミズが止めを刺そうとした瞬間に妨害することで標的を自身に変えさせ、彼が使用する瞬間移動を見切って一方的に叩きのめし、重傷を負わせた後はジーミズを場外へと蹴り落として脱落させた。さらにその後は、フロストと再び対面し、彼を信用させるためにゴールデンフリーザに変身して裏切ったかのように悟飯を一方的に叩きのめすが、実際はフロストを欺くための罠（悟飯は最初に攻撃を受けた際に手加減していることを見抜き、あえて作戦に乗った）であり、信用させた後は助言として自身の形態の使い方を伝授し、もう一つの助言として「人を信用しないこと」という言葉と共に一撃でフロストを場外に吹き飛ばして脱落に追い込んだ。その後、ジレンと悟空が対峙した際には元気玉を生み出そうとした悟空に協力し、悟空がジレンに叩きのめされて一時撤退した後はかつてナメック星で自分がかけられたセリフとほぼ同様のセリフを悟空にかけて皮肉りながらも彼に自らの気を与えて回復させた。
第4宇宙のモンナに勝利したキャベの前に現れて彼と対峙し、超サイヤ人2に変身したキャベの攻撃を物ともせず、逆にゴールデンフリーザに変身することで彼を圧倒してエネルギー波の一撃でキャベを場外へ落として脱落させた。その後、カリフラとケールの2人と戦う悟空を発見し、カリフラにキャベの仇討ちとして勝負を挑まれるも悟空に止められ、「サイヤ人同士が潰し合うなんて最高のショー」と言って高みの見物を始める。さらにその後は、悟空たちが第3宇宙の代表戦士たちと戦っていた際には唯一参戦せずに傍観に徹していたものの、場外に落ちそうになった悟空を助けたことがきっかけで彼から共闘を持ちかけられ、それを了承して戦いに参加し、苦戦しながらも何とか勝利を収めた。その際、宿敵の悟空に感謝された。
第11宇宙のディスポと対峙し、苦戦を強いられていたところに駆け付けた悟飯と共闘するが、最後にはエネルギー波の一撃で悟飯共々ディスポを場外へ落として脱落させた。その後は、人造人間17号と共に第11宇宙のトッポと交戦し、後一歩のところまで追い詰め、それでも土壇場で破壊のエネルギーを纏ってさらに強化したトッポの破壊の力の前に圧倒される。大ダメージを負うも何とか耐えきり、怒りのスーパーノヴァを放つが軽く一蹴され場外に落とされそうになったところを17号に助けられて場外負けは免れたものの、ダメージが激しいためにそのまま意識を失う。意識を取り戻すと再び17号と共にトッポに挑むも軽くあしらわれ、直後に17号共々破壊技を受ける。その後、ジレンが悟空とベジータ、17号の3人を追い詰めた際は隙を突いてジレンを奇襲し、殺意を露わにして襲い掛かるが、軽く一蹴される。その後は、場外に落ちそうになった悟空を、エネルギー波をぶつけて武舞台に戻す形で助け、身勝手の極意を使用した反動で動けなくなった悟空に代わって生存していた17号と共にジレンと対峙する。17号と共に一度はジレンを跪かせるほどにまで追い詰め、直後にトッポの叱責で最後の力を振り絞った彼に再び圧倒されるが、立ち上がった悟空と直接共闘してジレンに立ち向かい、最後は相討ちという形で悟空やジレン共々場外に落ちた。それでも17号一人が生き残ったことで結果的に第7宇宙の優勝で終わらせることに成功。大会前こそ裏切るような素振りを見せていたが、終わってみれば第7宇宙の不利益になるような行動はせず、優勝に大きく貢献することとなった。
17号の願いで消滅した宇宙が復活した後は、（超ドラゴンボールを手に入れるために戦っていたとはいえ）悟空たちと馴れ合いたくないとすぐに地獄に戻すよう告げるも、大会内での功績によりビルスの恩赦とウイスの能力で復活を果たした。大会終了後はフリーザ軍を再起し、宇宙の帝王の完全復活を宣言した。
漫画版では、第9宇宙が襲撃する事件などは特になく、普通にメンバー入りしたのみ。描写はないがメンバー入りする際の交渉で軽く喧嘩になり、合流時には二人ともボロボロになっていた。参加条件はアニメ同様「私をドラゴンボールで完全に蘇らせること」。大会ではフロストを巧みに利用し第9宇宙の戦士の大半を彼に落とさせた後にフロストを脱落させ、その後はゴールデンフリーザに変身しカリフラやケール、キャベと戦い、覚醒したケールに苦戦するが悟空に助けられる。ケールが他の戦士の方に行ったことで助かった後は休憩をとり、ベジータの攻撃で場外に浮いている足場にまで吹っ飛ばされたトッポや、彼を助けに行ったディスポの足場を破壊して二人をまとめて落とした。ジレンとは身勝手の極意が解除された悟空や変身できないベジータに代わり戦った。最後は17号の作戦に付き合い、17号を密かにステージの瓦礫の下に隠し、自身も暫く姿を隠す。ベジータ脱落後、残りの戦士がジレンと悟空の2人しか残っていない時に再び姿を見せ、悟空が抑えていたジレンを道連れで落とすことに成功した。自身は落ちたものの、大会そのものは17号が試合終了までずっと隠れていたことで勝利。大会終了後はビルスにその戦いぶりを認められたことで、ビルスの命令を受けたウイスの術により蘇生した。
銀河パトロール囚人編（漫画版オリジナル）
本編では登場しないが、単行本第12巻描き下ろしの2ページ特別マンガで登場。目的の星で銀河刑務所を脱走した囚人が暴れているとの部下の報告を聞いて「無駄な戦闘は避けた方がよろしいでしょう」「犯罪者にかかわるとロクなことがありませんからね」と、その星に行くのを後回しにすると宣言。「我々も犯罪者では?」と言う部下キコノに対して、フリーザ軍が惑星を制圧したり先住民を滅ぼすのは、住むところをなくして困っている異星人に売るためのビジネスであって犯罪ではないと諭す幹部ベリブルの言葉に同意した。

### ドラゴンボールGT
あの世（地獄）とこの世が混ざった際、蘇った他の悪人たちとは異なりこの世に行くことはなく、『ドラゴンボールZ』で共に悪の強敵だったセルとともに地獄で悟空を待ち構えていた。すでに死者である以上負けないという自信からセルとの共闘で悟空を襲撃。セルと同様に生前よりもパワーアップを果たしたが、フリーザもセルもすでに悟空の敵ではなく、超サイヤ人に変身していない状態の悟空に完全に遊ばれる。悟空に攻撃を避けられてセルと言い合いになったことも。最終的に合体技ヘルズバスターを発動し一時は悟空を戦闘不能にするが、結局地獄の武器を逆に利用した悟空によって、セルとともに氷付けにされて敗れた。敗北後はセルと縛りつけられた状態で牢屋に入れられ、鬼たちに運ばれていったのが最後となった。
また、ドラゴンボールからのマイナスエネルギーで、邪悪龍が誕生した切っ掛けについての回想シーンにも登場していた。2代目エンディングに一瞬だけ登場。

## 形態
サイヤ人やザーボンと同じく変身型の宇宙人。変身して戦闘力が上昇する。精神面の変化に伴いフリーザ自身の一人称や口調が変わり、アニメでは中尾が声色を変え演じ分けていた。ただし、劇場版や『超』で登場した時は、口調は変身後も第1形態の時のままである。変身は滅多なことではせず、パワーがあり余り自身でも制御を誤るため、完膚なきまでに自身で叩き潰す時にしか変身しない。
第1形態
変身前の基本形態。パワーを抑えて普通に生活できる姿。戦闘力は53万。
小柄な体躯、短い円錐型の黒い2本の角、穏やかな口ぶりなどが特徴。一人称は「わたし」や「わたくし」。部下に対しては丁寧語で話す。激昂すると口調こそ変わるが一人称は変わらない。かつてベジータ王を倒し、バーダックごと惑星ベジータを葬り去ったときもこの形態だった。フリーザ自身も飛行可能だが、普段は「楽だから」という理由で専用の移動ポッドに乗って浮遊移動している。このポッドは鳥山明による設定では、フリーザの脳波を受信し彼のコントロールで動いているので、他人が乗っても操縦は不可能とのこと。鳥山は「椅子に座っていたほうが偉そうだけど、椅子ではさまにならないから乗り物のポッドにした」と発言している。
また、劇場版『復活の「F」』およびテレビアニメ『ドラゴンボール超』にて復活した際には、この状態でも4か月もトレーニングすれば戦闘力130万は確実に超えるだろうと推測していたが、実際に行った半年間の人生初のトレーニングの成果はその推測を遥かに上回り、戦闘力130万を遥かに超える実力者である悟飯やピッコロも「以前とは別人」「違う次元の化け物」と評して倒すことは不可能と評した。実際この第1形態の状態のままですら、超サイヤ人化を解いていた悟飯を、不意打ちであったとはいえ一撃で一時的に心停止させてしまうほどであった。さらに変身をすることで、その戦闘力は神の域の力にまで到った。その詳細は後述の「ゴールデンフリーザ」を参照。
また鳥山明によると、フリーザ軍の兵士らが装備する戦闘ジャケットと同型に見えるフリーザ第1形態の上半身の鎧のような部位は、実はフリーザの体の一部の外殻となる硬組織であるとのこと。『復活の「F」』の監督の山室直儀によると、アニメスタッフも知らなかった設定で、当初フリーザ復活のシーンは鎧のない姿で描かれていたが、鳥山から修正するよう指摘を受けて後から描き直したという。なので第2形態へ変身する際には、まず外殻を自ら破壊してから変身していることになる。フリーザの部下たちはフリーザへの信奉から、フリーザの体のこの硬組織を参考にして戦闘ジャケットを開発し装備するようになったとのこと。
第2形態
第一変身形態とも呼ばれる。父親のコルド大王に似た形態で、第1形態の2倍程度の身長となる。角が牛のように伸び曲がり、口ぶりは乱暴なものに代わり、一人称は「オレ」となる。パワーがありすぎるため自分でもうまくコントロールできないほどで、クリリンやデンデたちを震え上がらせた。戦闘力は本人いわく「100万以上は確実」。アニメでは、尻尾をある程度伸縮させることができた。
第3形態
第二変身形態とも呼ばれる。肩が尖り、頭部は後ろに長く伸び、フリーザの各変身形態の中でも、最も異様で怪物的な風貌となる。本人いわく、戦闘でこの形態を見せるのはピッコロたちが初めてだと語っている。精神的にも落ち着きを取り戻し、言葉遣いも第1形態のような穏やかなものに戻る。アニメでは4つの形態のうちで最も低い声で喋る。
この形態に変身した際には、切断された尻尾はそのままではあるが、それまで受けたダメージがなくなり、パワー・スピードがさらに向上。指先からピッコロでさえ視認できないスピードの衝撃波を連射するのが主な攻撃方法で、その際には奇声を上げる。この形態でも戦闘力のコントロールが可能。なお、この姿を披露していた時間は全形態中でもっとも短かった。
最終形態（第4形態）
第三変身形態とも呼ばれる。これがフリーザ本来の姿でもあり、4つの形態の中では最も風貌が人型に近い。その力を感じ取ったピッコロから「今までの方がずっと可愛かった」と評されていた 。外見は角や殻など余計な器官が全て取り除かれたシンプルなもので、体躯も第1形態と同じほどの小柄になる（原作では詳細な変身過程は描かれなかったが、アニメでは第3形態の身体にヒビが入り、その中から最終形態が登場するというものだった）。変身後にはそれ以前に切れた尻尾なども再生されて無傷の姿となる。この形態で揮えるパワーはMAXの50〜70％程度、全力を使うにはやや時間をかけて気を集中し、後述のフルパワーになる必要がある。50%での戦闘力は6000万。
精神面は基本的に落ち着いた状態で、言葉遣いはやや少年的なものとなる。一人称は「ボク」が基本だが自身が逆上した場合は「オレ」となり、口調も荒くなる。アニメや劇場版で再登場する際はこの形態が多い。
悟空と初めて対峙したのがこの形態であり、ガキっぽいと評された容姿と裏腹に20倍界王拳を発動させた悟空でさえ全く歯が立たず、元気玉を使うことを余儀なくされたほどの強さを見せている。
劇場版『復活の「F」』と『ドラゴンボール超』での復活後は、第1形態の姿から一気にこの最終形態へと変身した。外見こそ以前と同じだが、口調は第1形態時と同じ落ち着いたものとなっており、悟空とベジータ両者共に驚愕するほどのパワーアップを遂げている。その実力は『超』ではウイスの修行を受けた通常状態の悟空とほぼ互角、劇場版『復活の「F」』では通常状態の悟空に若干押されていた。
鳥山明によると、最終形態は「こういう一見簡単そうなキャラクターは実は割と難しかったりする。一番やっかいなポイントは目」とのこと。アニメシリーズで作画を担当した山室直儀も、「線がいっぱいあるキャラクターはごまかしが効くが、最終形態はシンプルなデザインなので目鼻の位置がちょっと違うだけで違和感が出てしまう」と語っている。
鳥山は「最終形態は多分裸だと思うけど、最初の形態はパンツを穿いてると思う」と語っている。また、シンプルな形態について「『ドラゴンクエスト』のラストボスのようにさらに見た目がゴチャゴチャしていくと思わせて逆を行った」という。
パワー100%フリーザ / フリーザ100% / 100%のフリーザ
最終形態から筋肉を増大させ、100％すべての力を発揮した姿。フリーザ自身はこの姿を「フルパワー」と呼んでいる。両肩の大きさが頭と同じくらいの大きさに肥大化し、全身の血管が浮き出ている。厳密には変身形態ではなく、筋肉の増大以外は最終形態と外見の変化はない。戦闘力は1億2000万。一人称は「オレ」が基本となり、口ぶりは通常の最終形態の少年的なものから、第2形態と同様の乱暴なものになる。超サイヤ人に変身した悟空に肉迫するパワーを誇るが、その反動によりエネルギーの消耗が著しいため、フルパワーを出すことを最終局面まで躊躇していた。
メカフリーザ
悟空との戦いで大部分を失った肉体を、最終形態を基に機械で補完した姿。最終形態の冷静さを取り戻しており、一人称は「ボク」で、口調もほとんど変わらない。
悟空との戦いの時よりもさらにパワーアップしていると言っていたが、すぐに殺されたため、どの程度強くなったのかは不明。フリーザの気を感じた悟飯は「あんなものではなく、もっともっと強くなっていく」と言っていた。アニメでは戦闘シーンが追加されており、エネルギー弾でトランクスを地球もろとも消し去ろうとしたが、実際には傷一つ負わせることはできなかった。
メカフリーザの名称は原作では登場せず、単にフリーザと呼ばれる。『ドラゴンボールZ』放送当時のカードダスなどの媒体では、「サイボーグフリーザ」とも表記される。
ゴールデンフリーザ
劇場版第19作『復活の「F」』と『ドラゴンボール超』、劇場版第20作『ブロリー』に登場。ドラゴンボールにより復活したフリーザが、戦闘力上昇のために生涯初めてのトレーニングの末に、神の次元の戦闘力まで辿り着いて変身した更なる進化形態。
その姿は基本的には最終形態とほぼ同じだが、皮膚の白い部分が金色に、顔や手と足は紫色に変化している他、両肩三角筋の紫色の部位がなくなり、手足の甲部分の紫色の部位が若干小さくなった。以前の最終形態フルパワー時のように肥大化はせずに、細身のまま筋肉質な体つきに変化する。変身時は全身から金色のオーラを放出している。
悟空がウイスの下での修行の末に到った超サイヤ人ブルーを凌ぐほどの戦闘力を誇る。だが、体得して間もない進化形態であるため、フリーザ自身がまだ慣れておらず、スタミナの消費が激しいという弱点があった。一時は悟空を相手に優勢に立ち回るも、前述の弱点を突かれ再び敗れることとなった。
だが、再び地獄に落ちてからは、肉体的には鍛えることこそできなかったが、悟空から力の大会に勧誘されるまで精神統一を続け、心を平静に保つことによりエネルギーのコントロール技術が格段に進歩したことで、ゴールデンフリーザ変身時のスタミナの消費を抑えることに成功し、本人いわく「真のゴールデンフリーザ」へと到達した。
鳥山は「あれ以上シンプルな姿にするわけにもいかないので、主に色を変えることにした」と語っており、金メダルをイメージしてデザインされている。
ブラックフリーザ
漫画版『ドラゴンボール超』の生残者グラノラ編に登場。征服した星で偶然見つけたという、精神と時の部屋に似た時間の流れの違う異空間で10年分の修行を積んだことで発現した進化形態。姿は最終形態を基調に両腕や下半身が黒く染まっており、頭部・両手・両足は光沢を放っているほか、ゴールデンと違い肩の球状の部分が残っている。
その戦闘能力はゴールデンを遥かに超えており、初披露した際には身勝手の極意の悟空と我儘の極意のベジータを2人同時に一撃で倒すという凄まじい強さを見せつけた。
とよたろうは「金を上回る色は黒ぐらいしか無い」と語っており、また、クレジットカードでゴールドカードの上位がブラックカードであることも冗談半分本気半分の理由としている。

## フリーザの主な技
技自体は原作に登場するが全ての技名は原作に登場せず、ほぼバンダイ（後のバンダイナムコゲームス→バンダイナムコエンターテインメント）発売のゲームにより命名されている。作中で放つ際に叫んだ台詞がそのまま技名になっているものも多い。原作やアニメに登場する技に近い性質のあるゲームオリジナル技も存在する。
指先からの気功波 / フリーザビーム / ラピッドビーム / エネルギー弾 / デスビーム / フレックスレーザー / エビルダンス
人差し指の先から光線を出す。貫通する場合と当たると爆発する場合がある。技の速度が非常に早く、最終形態で使った時はピッコロに「ただ何かが光ったとしか見えなかった」と言わしめた。フリーザの細胞を有するセルもこれを習得・使用している。また劇場版やゲームでは、兄のクウラ（ゲーム『レイジングブラスト2』では、技名はカオティックデッドエンド）や父親のコルド大王（ゲーム『ドラゴンボールZ Sparking!METEOR』より。技名はフルパワーデスビーム）も使用している。
フリーザが最も好んで使用する技で、この技を使ってデンデの弟・カルゴ、デンデやベジータを殺害している。他にも元気玉を喰らった後、この技でピッコロを半死半生にした。しかし、悟空に対しては最初は手で弾かれ、その後、超サイヤ人に変身した際は簡単に避けられてしまう。さらにフリーザへの挑発行為としてわざと顔面で受けたが、光線は弾き飛ばされ、口から少し血が出た程度でほとんどダメージは与えられなかった。『ドラゴンボール超』でのゴールデンフリーザ状態では、ビームを曲げて相手を追尾する改良版も使用した。ディスポ戦ではビームを無数に降らせて檻を作り出し、ディスポの動きを封じた。しかし、この使い方はかなり体力を消耗するため、長くは維持できない。
ゲーム『ゼノバース』では敵に向けて何度も指先から光線を放つエンペラーデスビームという技をゴールデンフリーザが使用する。

光線眼 / アイビーム
目から発射する光線。最長老の家の壁を破壊する際に使用。アニメでは部下のオーレンを処刑する際、過去にベジータ王やその部下を消滅させる際にも使用した。

爆発波 / ソニックボム / ばっ!!!! / デスストーム
エネルギーを解放して自分の周囲を吹き飛ばす。第2形態に変身した直後に使った技（左手を開いて上げる）。「ただの挨拶代わり、これくらいサイヤ人にもできる」と発言している。ゲームによっては全ての形態で使用できる。

スーパーノヴァ
人差し指の先に小さな光の玉を宿し、それを直径数十〜数百メートルにまで巨大化させて対象に投げつける。アニメでの惑星ベジータ上空での戦いでは、この技でバーダックの放った渾身のエネルギー弾を飲み込み、彼もろとも惑星ベジータを消滅させている。また、アニメでメカフリーザがトランクスに使用した際は、界王いわく「ナメック星を破壊した時の10倍のエネルギーがある」と言われている。惑星ベジータ含め、この技で多くの星を破壊してきた。
『超』では、破壊神候補としての力を解放したトッポに向けて使ったが、指一本で弾いた破壊の力であっさり破壊された。
劇場版やゲームではクウラも同様の技を使っている。一部のゲームでは大きいデスボールに置き換えられることがある。

フリーザメガバスター
最終形態の時に使用。片方の手で支えて放つのが特徴。光球系のエネルギー弾。悟空には両手で弾き返された。

デスボール / デビルエナジー / エビルエナジー / デススパーク
スパークを纏った黒い球状の気を作り放つ。指先で作る場合と両手の平で作る場合とがある。元気玉の気を集めている悟空に使用するつもりだったが、不発に終わっている。ゲームではクウラも使用している。『レイジングブラスト』シリーズではスーパーノヴァのような配色に変わった。それに伴い、スーパーノヴァも配色や模様・演出の変更など、互いに差別化が図られている。

超能力 / サイコキネシス / サイコブラスト / デスメテオ / デスサイコキネシス
物体に触れずに念で動かす能力。岩の欠片をぶつけるなどして攻撃するが、本人は軽い脅しのつもりで使っていた。クリリンの浮遊など束縛行為や、ドラゴンボールを運ぶなど補助的なものとして使われることが多かった。『超』では、破壊神となったトッポや、第131話ではジレン相手に向けて使用した。

悦楽のフリーザタイム / ロングホーンヘル
第2形態の時に使用。角で対象を串刺しにして揺さぶったあと、投げ捨てる。原作・アニメ共にクリリンに使用し、瀕死に追い込んでいる。ゲーム『ドラゴンボールZ Sparking!』シリーズでは最後に、とどめのエネルギー波を放つ。

バニシングブラスター
第2形態の時に使用。手からエネルギー波を放出する技。ピッコロに対して使ったが、弾き返された。

指先からの衝撃波 / クレイジーフィンガービーム / デスバレット
第3形態時に使用。「ひゃひゃひゃひゃひゃ……」の奇声とともに凄まじい速さの衝撃波を両手の人差し指と中指から連射する。ピッコロに対して使用し、避けようとする動作の初動より速く撃ち込まれるため、ピッコロはなす術なく一方的に攻撃された。

捕獲光弾 / かなしばりの術 / サイコビーム / デスPKツアー / フォースアタック / 呪縛波 / サイコロックスマッシャー / 今度は死ぬかもね / レッドスフィア
最終形態の時に使用。特殊なエネルギー波で相手を金縛りにした後、後方に吹き飛ばして爆破する。前述のサイコキネシスで相手の注意を引き付けつつ自身は後ろに回りこみ使用する。悟空に対して使用したが、爆破の瞬間に悟空が超スピードで金縛りから逃れたため、ダメージは与えられなかった。『超』では、破壊神となったトッポに向けて使用した。

尻尾攻撃 / フリーザテイルバスター / テイルハンギング / テイルクラッシュ / テイルスリーパー
最終形態時に使用。尻尾を相手の体に巻き付けた後に連続攻撃を加えたり、ムチのように叩き付けたりする技。ベジータや悟空に使用。『超』では、ジーミズを相手に使った。漫画版では、フロストも似たような技を使っている。なお、このシッポは相手に捕まれるか負傷させられて度々不利になる時もある。

大地裂斬 / フリーザ・カッター / エネルギー斬 / デスウェーブ / グランドウェイブ / 惑星切り
最終形態時に使用。指先にエネルギーを集め、振りかざすことで対象を切り裂く。この技で、悟空たちの目の前でナメック星を切り裂いた。ゲームによっては鞭状のエネルギー波、気円斬に似た気弾、横幅の大きい気弾を放つなど、見た目が異なる。
フリーザサイコキネシス / サイコキネシスボム / サイコキネシスアタック / 生かしては帰さんぞ / デスサイコボム
最終形態時に使用。超能力で相手を浮かせて爆破する。クリリンを殺した技。

デスボール / この星を消すっ! / この星を消す!
最終形態時に使用。揚げた両手にエネルギーの玉を作り放り投げる。ナメック星の中核を破壊し、最終的に消滅させた技。

バリアー / エネルギークラッシュ / デスクラッシャー / ノヴァストライク / エネルギークラッシュ / デスダイブ
最終形態フルパワーの時に使用。全身を球状のオーラで包み渾身の力を込めて両手の拳を突き出した状態で相手に突撃する技。超サイヤ人の悟空のかめはめ波と正面衝突するも、軌道を逸らして上手く避けて悟空に直撃して地中深く撃ち飛ばしダメージを与えた。
『超』では、第131話でジレン相手に発動。フリーザ単独では押しきれなかったが、悟空と協力して自身と悟空諸共にジレンを場外に落とすことに成功し、勝利を決めた。

追尾気円斬 / 追跡気円斬 / 気円斬 / 誘導気円斬 / デスソーサー / フリーザカッター / デススライサー / 繰気円斬
最終形態フルパワー時に超サイヤ人の悟空に使用した。回転する円盤状の気を相手に投げつけて切り裂く。関連書籍ではクリリンの気円斬を見て真似て編み出した技ともされている（実際第2形態の時に気円斬で尻尾を切られている）。フリーザが使用するものはアニメでは色が赤紫で、クリリンの気円斬とは異なり手元で遠隔操作が可能な上、両手から2枚同時に展開・操作できる。
悟空からは「つまらん技」呼ばわりされ、技の欠点を見破られた上、操作を誤り自滅した。
『ドラゴンボールGT』でもこの技を使ったものの、悟空に乗り物として乗り回され、さらに皿回しの要領で跳ね返されて再び自滅した。

エネルギーバスター / オレに殺されるべきなんだ! / デスキャノン / ラストエンペラー
最終形態フルパワーの時に使用した最後の技。片腕を突き出して巨大なエネルギー波を発射する。自身の技で自滅して瀕死状態になり、悟空に命乞いをして気を分けてもらった後、宇宙船へ向かおうと背を向けた悟空に向けて放ったが、悟空が放った怒りの一撃によって押し返された。

### アニメオリジナル技
100％デスボール / フルパワーデスボール
最終形態フルパワーの時に使用。揚げた両手の上で巨大なエネルギー球を作り放り投げる。悟空に使おうとしたが、弾き返された。

非情の一撃
メカフリーザの姿で使用。相手の背後に回り、手刀で対象の身体を背中から貫く。トランクスの強さに怯え戦意を喪失した部下を処刑した技。

デスブラスター
メカフリーザの姿で使用。片腕を突き出して強力な気功波を放つ、トランクスに使用した技。コルド大王によれば戦場となった地球に影響を及ぼすほどの威力らしいが、トランクスには通用せず、受け止められた後に霧散している。

ヘルズバスター
『ドラゴンボールGT』第43話で使用。悟空を大地獄に送るためにセルと使用した合体技。相手を捕縛し大地獄に落とし、様々な地獄を味わわせて最後は氷付けにしてしまう。必殺技であるがコメディ要素の強い技でもある。「地獄でセルと一緒に考えた」という。

## テーマソング
ただ凍える挽歌(Elegy)〜The Theme Of FREEZA〜
作詞・作曲・歌: Demon Kakka / 編曲: Anders Rydholm
『ドラゴンボール改』で使用された。

「F」
作詞・作曲: マキシマムザ亮君 / 歌: マキシマムザホルモン
元々は非公式なイメージソングだったが、劇場版第19作『ドラゴンボールZ 復活の「F」』でバトルソング（挿入歌）として使用された。

## ゲームでの登場
ゲームでの初登場はファミリーコンピュータ専用ソフト『ドラゴンボールZ 強襲!サイヤ人』のラストで、エンディング後に第一形態の姿が画面上部を覆う形で現れる。キャラクターとしての登場は次作『ドラゴンボールZII 激神フリーザ!!』。最終ボスとして登場、追い詰めるたびに変身し、実質4回倒すことになる。続編『ドラゴンボールZIII 烈戦人造人間』ではメカフリーザが登場し、攻撃を一切受け付けないが、その後トランクスに瞬殺されるイベントキャラクター扱いとして登場。オリジナルストーリーが展開される『ドラゴンボールZ外伝 サイヤ人絶滅計画』では、ドクター・ライチーによってクウラ、ターレス、スラッグとともにゴースト戦士として復活を果たし、悟空たちと戦う。彼のほかにエンカウントキャラクターとしてフリーザサイコが登場する。
格闘ゲームでの初登場は『ドラゴンボールZ 超武闘伝』。最終形態のみの登場。フリーザ編までを再現したアドベンチャーゲーム『ドラゴンボールZ 超悟空伝 -覚醒編-』においても最終ボスとして登場、同作では他キャラクターに音声はないものの、ゲームオーバーになると声付きでフリーザに「ざまぁみろ」と嘲笑される。
『超ドラゴンボールZ』の家庭用版では、通常のフリーザのほかに半身がサイボーグ化されたメカフリーザが登場。鳥山明監修によるリデザインが行われ、基本は原作のメカフリーザ同様だが腰部にリモコン爆弾・右背部にミサイルランチャー・左背部にグレネードランチャー・尻尾に対人地雷と、多数の武器を装備した姿となった。なお、腰のリモコン爆弾以外はスキルツリーで該当する技を習得した後にゲーム中の姿に反映される。
2008年から2016年にかけて存在した携帯公式サイト『ドラゴンボールモバイル』で配信されていたアプリ『超ドラゴンボールRPG』では上記のゲームと同様に敵として登場するほか、一定条件を満たすことで悟空たちの仲間に加えることができた。
『ドラゴンボールZ 真武道会』では、劇場版『ドラゴンボールZ 復活のフュージョン!!悟空とベジータ』同様の経緯で復活するが、最後はまたも悟空に歯が立たずに完敗を喫する。その際に超サイヤ人状態の悟空に「オラはあと2回の変身を残しているんだぞ（超サイヤ人2および超サイヤ人3）」と言い放たれるという屈辱を味わい、自決する。
PlayStation 2の『ドラゴンボールZ』や『Sparking!』シリーズ、『ドラゴンボールZ 舞空闘劇』や『ドラゴンボールZ 舞空烈戦』では、フリーザが主役、もしくはやられ役として登場するIFストーリーがある。『ドラゴンボールZ Sparking!』の「宇宙の帝王編」では、超サイヤ人となった孫悟空に勝利し、クウラと戦闘を行っている。その続編『ドラゴンボールZ Sparking! NEO』の「美しき野望…」編では側近のザーボンに裏切られるパラレルワールドが描かれ、不老不死の計画を知られてクウラと戦闘を行っている。『ドラゴンボールZ Sparking! METEOR』のギャラクシーバトル編では、原作とは逆に団結したサイヤ人に先手を打たれ、ギニュー特戦隊ら主力部隊を率いた隙を突かれてしまう。フリーザ自身は援軍として一足先に帰還し、ベジータ親子やバーダックと連戦になる。同作の「意外な救世主」編では、メカフリーザとなってコルド大王や部下たちと共に地球に来襲するが、偶然そこに居合わせたアックマンと対決することになる。
『ドラゴンボール ZENKAIバトルロイヤル』では、広大なフィールドの端まで届く光線技を得意とする遠距離戦重視のキャラクターとなっている。
アーケードゲーム『スーパードラゴンボールヒーローズ』では、前作の『ドラゴンボールヒーローズ』に引き続き登場しているが、3弾でポッドに乗ったフリーザがスペシャルタイプのカードが登場した。
『ドラゴンボール ファイターズ』では、人造人間21号にお菓子にされて食べられる場面があるが、「クローンと違って鮮度も味も比べ物にならないほどおいしく、100点満点中80点の味」と評されている。同作では21号によって戦士たちの力が抑えられているという設定で、それを解消するためにプレイヤーと意識をリンクさせることで自分の体を使わせることになる。当初は「ザコ地球人」と称して体を貸すことを不快に思っていたが、最終的にはプレイヤーの実力を認め「いずれ正式に我が軍に迎えましょう」とまで言って見せた。また、成り行きで悟空らと共闘することになった際には「フリーザの仲間になったらあの変なポーズ（ギニュー特戦隊のファイティングポーズ）やらなきゃいけねえと思ってた」と言われ、「あれは彼らが勝手にやっているだけです」と呆れ顔で返した。
『ドラゴンボールZ カカロット』では原作同様フリーザ編の大ボスとして登場した他、ゲームクリア後に一定の条件を満たすと復活できる。復活した際には「復活させたことを後悔させてやる」と悟空たちに言い放った。同作では第2形態、第3形態、最終形態で戦闘を行っており、本編中は第1形態のまま戦うことはない。またDLC「新たなる覚醒（後編）」では復活したフリーザ軍を率いれ地球に襲来。ゴールデンフリーザとなり、悟空やベジータと戦うことになる。「新たなる覚醒（後編）」ストーリークリア後はサブストーリー「ハケンの戦士」にて再度復活し、サブストーリー「フリーザ軍のトレーニング」にてギニュー特戦隊を相手に修行していた。DLC「-BARDOCK- たったひとりの最終決戦」では本編で戦わなかった第1形態がラストボスとなり、惑星ベジータ破壊直前にバーダックと対決した。ポッドに乗った状態で終始有利に立ち回り、バーダックに最後に放った一撃は耐えられて反撃を受けたものの大したダメージは無く、原作通りの結末となる。

## 関連キャラクター
原作で登場する家族は父親のコルド大王のみだが、劇場版では兄のクウラ、『ネコマジンZ』では息子のクリーザ、『ドラゴンボール エピソード オブ バーダック』では祖先のチルドが登場している。
コルド大王
フリーザの父親。キャラクターについて詳しくはフリーザ一味#中心人物を参照。
原作漫画に唯一登場したフリーザと同族のキャラクターで、フリーザからの呼称は「パパ」。

クウラ
フリーザの兄。キャラクターについて詳しくはドラゴンボールZ とびっきりの最強対最強を参照。
劇場版では台詞をかわすことはなかったが、ゲーム作品では対戦時、特別な台詞が用意されているケースが多い。ゲーム『ドラゴンボール ゼノバース2』では、ゴールデンフリーザでクウラに挑むと新たな変身をしたことを驚愕される。
クウラに関しては劇場版では直接会うシーンがなく、呼称の設定がなかったが、『サイヤ人絶滅計画』のOVA版や『Sparking!neo』のIFストーリー、『ゼノバース2』では「クウラ」、『Sparking!』シリーズでは「クウラさん」または「おにいさん」（ただし嫌みが入っている）、『舞空烈戦』や『ドラゴンボールZ 真武道会2』では「兄上」、『レイジングブラスト2』や『ドラゴンボールヒーローズ』では「兄さん」、『レイジングブラスト2』では第2形態と最終形態フルパワー時の粗暴な口調の時のみ「アニキ」と呼んでいる。根本的に親子兄弟間に信頼関係がなく、弟と父がトランクスに殺されたことについては「一族の恥」とゲーム内で語っている。
『Sparking!』のIFストーリー「宇宙の帝王編」では「宇宙を統べるものは一人でいい」とクウラを消すために戦いを挑む。クウラに勝利した場合は「大した変身でもない癖に粋がりやがって」と言い放つが、負けた場合はクウラに命乞いをする。この際、クウラからは「何度目の命乞いだ」だと吐き捨てられる。
『ゼノバース2』では兄弟で派閥を作り、仲が悪いことが強調されている。主人公がフリーザ、クウラのどちらの派閥に所属するかで上下関係が変化。

フロスト
フリーザに似た第6宇宙の戦士。キャラクターについて詳しくはドラゴンボール超の登場人物#フロストを参照。
『ドラゴンボール超』破壊神シャンパ編で登場。第6宇宙の戦士でフリーザに似た姿の戦士。両者は後述の宇宙サバイバル編で対面しており、お互いに気が合うと意気投合し両者間で同盟を結んだが、フリーザ本人とって彼は小物扱程度でしかないらしく、「力の大会」では悟飯と本気で戦う振りをし、フロストにアドバイスを送る振りをした後、気弾で場外へ落とした。
『ゼノバース2』では、アニメに先駆けフロストの掛け合いがあり、彼が正義のために戦っているという嘘に対し、「私と同類でしょう」と彼の本性を見抜いていたり、彼の卑怯なやり方に対して、「しょせんは二流の悪党なんですよ」と酷評した。

## その他の出演
秋本治の漫画『こちら葛飾区亀有公園前派出所』のニセ最終回（第69巻「新たなる旅立ちの巻」）のラスト1コマに、部下のザーボン、アプールとともにフリーザが1コマ出演し、両津勘吉と共演している。二人の部下ともども、自分たちの世界に放り込まれた両津を訝しがる。
その後も『こち亀』30周年記念本『超こち亀』にアプールとともに登場。こちらでは両津に攻撃を仕掛けたが、何度本気で攻撃しても1コマで復活する両津の「ギャグマンガの登場人物ゆえの不死身振り」の前になす術も無く宇宙船で逃亡する。逃亡した後には「わたしは何も見ていない」「わたしは誰とも会っていない」と現実逃避している。また、アプールに「しりとりでもしませんか?」と言われた際、「宇宙の王者はそんなことしません」とあしらっている。
ゲーム『ドラゴンボールZ 超悟空伝 -覚醒編-』やデータカードダス『ドラゴンボールZ』などのCMでは驚き役を担当するなど、ギャグキャラクターとして登場している。
ゲーム『ドラゴンボール ゼノバース2』では第1形態でスラッグに挑むと「そろそろ貴様の存在が目障りになってきた頃だ」とフリーザに対して強気に態度で挑まれるが、最終形態や最終形態フルパワーだと「オ…オレ以上に強いヤツなど、いるはずがない!」と怖気づく彼を見られる。超一星龍との戦いでは「オレはな、貴様に殺された者たちを蘇らせる願いから生まれた邪悪龍なのだ」という発言に対し、自分が産みの親のようなものであるため、部下に勧誘するという強気な態度を示した。
フジテレビの番組『トリビアの泉 〜素晴らしきムダ知識〜』では、副音声版「トリビアの影ナレ」にて、中尾がフリーザの声で担当した（第1形態のシルエットも表示、2006年5月17日放送分の前半）。後半担当のハイジ（声：杉山佳寿子）と交代をする際に、ハイジに対し「何ですか、あなたは?消し去りますよ」との挑発的な台詞を浴びせた。
同じくフジテレビの『脳内エステ IQサプリ』の2時間スペシャルのコーナー「IQミラーまちがい7」では、『ドラゴンボールZ』とのコラボレーションで登場。悟飯たちを倒してナメック星のドラゴンボールを全て集め、今まさに願いを叶えようとしていたところに悟空が登場。あっという間に第1形態から最終形態まで変身し、超サイヤ人になった悟空と死闘を繰り広げるが、最後はかめはめ波で吹き飛ばされて敗北する。なお、このアニメにおけるフリーザは、神龍の呼び出し方（＝願いの叶え方）を知っていた。
『ドラゴンボール』アニメ30周年を記念して2016年8月から2020年7月まで、オフィス機器などの設置などを行っている企業・ACNと東映アニメーションのコラボレーションCMにフリーザが出演していた。「フリーザの驚き」篇と「ビルメンテナンス フリーザ様」篇のテレビCMが放映され、どちらもACNのスタッフによりオフィスの戦闘力（企業力）がどんどん上昇しているのをスカウターで確認して遂にはフリーザが「素晴らしい!」とACNスタッフの仕事ぶりを絶賛するといった内容。このCMにおけるフリーザの設定は「理想の上司として評判のエリートビジネスマン」という設定だった。
フジテレビ特別番組『FNS27時間テレビ にほんのれきし』では、明智光秀（ベジータが扮する織田信長の部下）として登場した。

## 補足
鳥山明は敵キャラクターがどんどんエスカレートし、宇宙最強のフリーザを倒したために次はストーリーにタイムトラベルの要素を取り入れ、未来からやって来たフリーザ以上の強敵・セルを考案することとなった。
フリーザの声を演じた中尾隆聖は、フリーザに対し「見た目の品は良いんだけど、高飛車で鼻持ちならない」と、『時代劇の公家』のイメージを持ったと語っている。またフリーザには豊かな感情が欠落しており、その感情を持っている悟空に嫉妬しているため、自分より力も劣る存在の悟空を固執していると考察。そうした中尾の演技はスタッフから「声がピッタリ」、「ハマリ役」との高評価を受けた。兄であるクウラや祖先であるチルド、外見が似たフロストの声も中尾が担当しており、いずれもフリーザとはまた違った口調で演じ分けている（ゲームでは息子クリーザも担当）。
フリーザのモデルは、当時の鳥山の担当編集者で『Vジャンプ』編集長の近藤裕であるとの説もあるが、鳥山自身は「あまり意識した覚えは無い。根本にはあるかもしれないけど、無意識に反映させていたのかもしれない」と語っている。近藤本人は「自分はトランクスのモデル」と言い張っている。
アニメで孫悟空を演じた野沢雅子は、嫌いなキャラクターにフリーザを挙げていた。印象については「本当に悔しくなるほど憎かった」「悪役ぶりが良いだけに何度見ても頭にくる」と述べていたが、「大人になりきれない部分が残っていて、憎らしいけどカワイイみたいなところがある」とも語っている。2018年の野沢のインタビューではフリーザは嫌いではなく、「妙な子供っぽさがあるから好き」と語っている。
東日本旅客鉄道（JR東日本）が2007年から2017年まで保有していたジョイフルトレイン「彩」は、前照灯の形状や薄紫色の塗装など、正面形状がフリーザを連想させることから、鉄道ファンから「フリーザ電車」などと呼ばれていた。